# آربنیی
آربنیی (به فرانسوی: Arbigny) یک کمون در فرانسه است که در Canton of Pont-de-Vaux واقع شده‌است.

## خصوصیات
آربنیی ۱۷٫۴۷ کیلومترمربع مساحت و ۳۹۹ نفر جمعیت دارد و ۲۰۰ متر بالاتر از سطح دریا واقع شده‌است.